# Perdita fulvicauda
Perdita fulvicauda là một loài Hymenoptera trong họ Andrenidae. Loài này được Timberlake mô tả khoa học năm 1962.